# Res cogitans
Res cogitans (łac. „rzecz myśląca”) – jeden z podstawowych terminów filozoficznych w metafizyce Kartezjusza.

## Dualizm Kartezjański
W swoim systemie filozoficznym Kartezjusz przeciwstawiał res cogitans i res extensa (rzecz rozciągłą). Res extensa było używane na określenie świata fizycznego, a res cogitans zostało użyte do oznaczenia bytów postrzegających własną bytowość (umysł). Tym samym Kartezjusz stanął na stanowisku, że rzeczywistość składa się z dwóch, zasadniczo odmiennych substancji. Świat materialny działa na zasadach mechanicznych, natomiast świat duchowy jest obszarem wolności. Oba typy substancji spotykają się w ludziach.

## Charakterystyka
Dualistyczna koncepcja Kartezjusza była wyraźnym zerwaniem ze scholastyczną koncepcją duszy. Scholastyczna koncepcja duszy łączyła filozofię Arystotelesa z chrześcijaństwem. Dusza była w niej ściśle zespolona z ciałem, była formą dla jego materii) (hylemorfizm). Zgodnie z koncepcją Arystotelesa, wszystkie istoty żywe wyposażone były w jakąś postać duszy, przy czym najwyższą jej formę mieli tylko ludzie. W duszy mieściły się zarówno intelekt, jak i zmysły.
Kartezjusz odchodził od koncepcji scholastycznej, oddzielając element materialny i duchowy. Ten ostatni (substancja myśląca) właściwy był tylko ludziom i świadczył o ich pochodzeniu od Boga.
Res cogitans to dla Kartezjusza substancjalny komponent myślenia czy też świadomości. Człowiek pojmuje siebie właśnie jako res cogitans, rzecz, która myśli.

Czymże więc jestem? Rzeczą myślącą; ale co to jest? Jest to rzecz, która wątpi, pojmuje, twierdzi, przeczy, chce, nie chce, a także wyobraża sobie i czuje